# BV 04 Dortmund
BV 04 Dortmund was een Duitse voetbalclub uit Dortmund, Noordrijn-Westfalen die bestond van 1904 tot 1913.

## Geschiedenis
De club werd opgericht in 1904 als voetbalafdeling van sportclub Turn- und Fechtclub Dortmund. In 1905 werden ze onafhankelijk onder de naam BV 04 Dortmund. De club was aangesloten bij de West-Duitse voetbalbond en speelde in de plaatselijke competitie. Na een titel in 1907 plaatste de club zich voor de West-Duitse eindronde. De club verloor in de eerste ronde van Düsseldorfer FC 99. Twee jaar later werd de club groepswinnaar in de competitie en versloeg andere groepswinnaar SuS Schalke 96 en plaatste zich opnieuw voor de eindronde. Na een overwinning op Teutonia Osnabrück werd de club door Preußen Duisburg verslagen. De volgende seizoenen eindigde de club in de middenmoot. In 1913 eindigde de club samen met SuS Schalke bovenaan de rangschikking in de competitie van Westfalen. In de beslissende wedstrijd om het ticket naar de eindronde won BV met 2:6. De club verloor in de eerste ronde met 5:1 van 1. FC Arminia Bielefeld.
Op 13 juli 1913 fuseerde de club met Dortmunder FC 1895 en werd zo Sportvereinigung Dortmund 1895.

## Erelijst
Kampioen Mark
1907, 1909
Kampioen Westfalen-West
1913